# 的里雅斯特与特伦托广场
40°50′14″N 14°14′55″E / 40.837237°N 14.248724°E

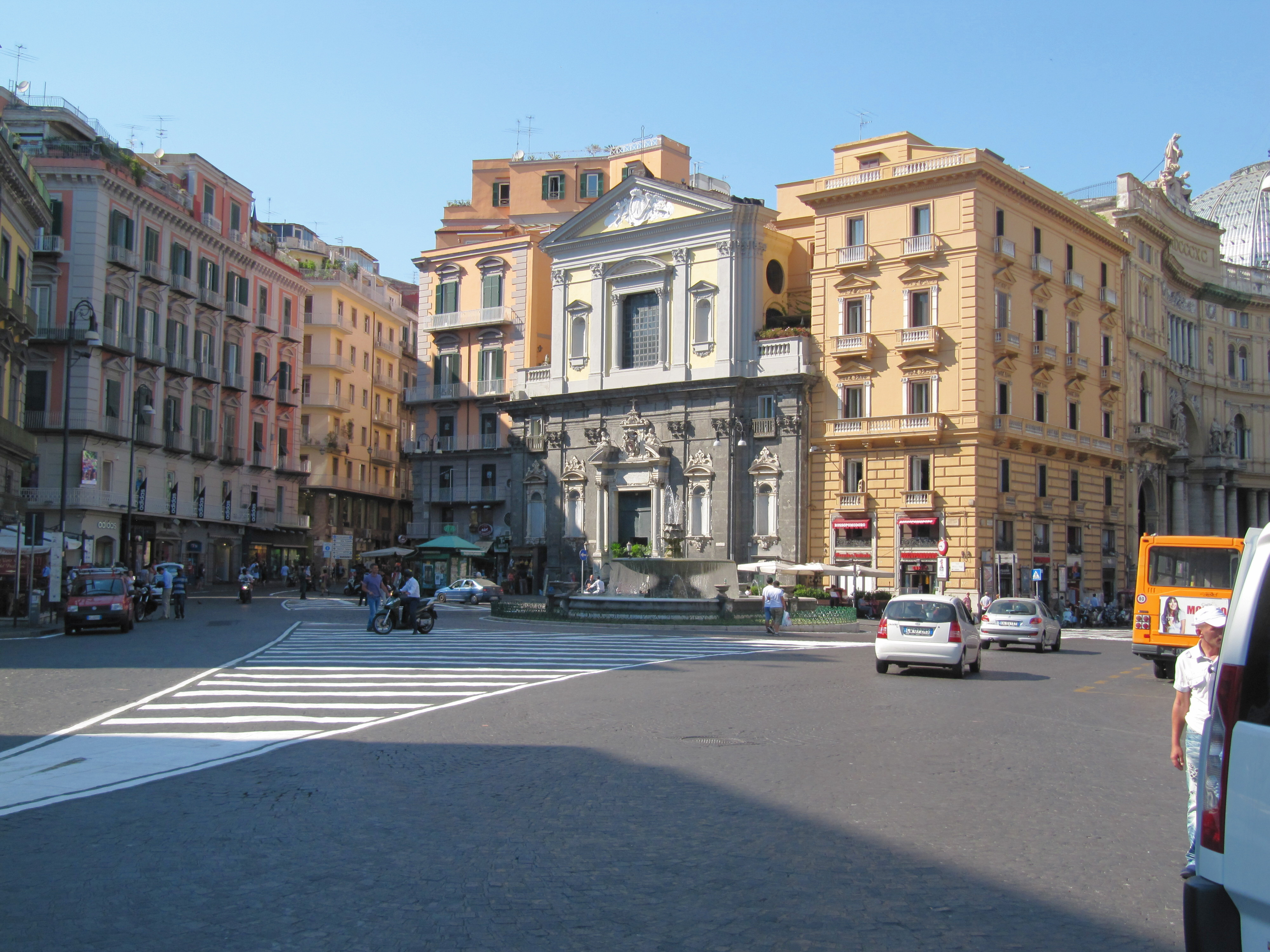

的里雅斯特与特伦托广场（Piazza Trieste e Trento），旧名圣费迪南多广场（Piazza San Ferdinando），是那不勒斯的闹市中心，广场上有圣卡尔洛剧院和那不勒斯王宫。这里也是托莱多路的南部起点。
的里雅斯特与特伦托广场的南部毗邻一个更为知名的广场，平民表决广场。 